# Suncus stoliczkanus
Suncus stoliczkanus är en däggdjursart som först beskrevs av Anderson 1877.  Suncus stoliczkanus ingår i släktet Suncus och familjen näbbmöss. IUCN kategoriserar arten globalt som livskraftig. Inga underarter finns listade i Catalogue of Life.
Artpitetet i det vetenskapliga namnet hedrar zoologen Ferdinand Stoliczka från Mähren.
Denna näbbmus förekommer i Nepal, i västra Indien och i angränsande områden av Pakistan. En individ som kanske tillhör arten hittades i Bangladesh. Suncus stoliczkanus vistas i låga regioner upp till 500 meter över havet. Habitatet utgörs av gräsmarker som ofta ligger nära skogar, buskskogar eller vattenansamlingar. Arten hittas även i trädgårdar och på jordbruksmark. Den är nattaktiv.